# Nicole Bacharan
Nicole Bacharan (née le 25 janvier 1955 à Saint-Gaudens) est une politologue française spécialiste de la société américaine et des relations franco-américaines, connue pour ses interventions à la télévision, à la radio et dans la presse en France et aux États-Unis. Elle est l'auteur de différents ouvrages. Elle a écrit également, en collaboration avec Dominique Simonnet, les romans de la série Némo.
Diplômée de l'Institut d'études politiques de Paris (1976, section Relations internationales puis DEA en histoire du XXe siècle en 1979), de l'université Paris I Panthéon-Sorbonne et du Collège d'Europe de Bruges, Nicole Bacharan est chercheuse associée à la Fondation nationale des sciences politiques (Sciences Po).

## Biographie
Nicole Bacharan est née le 25 janvier 1955 à Saint-Gaudens (Haute-Garonne). Elle est la fille de Camille Bacharan, ingénieur, et de Ginette Guy. Cette dernière s'est engagée dans la Résistance durant la Seconde Guerre mondiale. 
Elle est bachelière en étant élève du lycée Condorcet à La Varenne-Saint-Hilaire. Elle réussit ensuite le concours d'entrée de l'Institut d'études politiques de Paris, où elle suit les cours de la section « Relations Internationales » puis elle est étudiante au Collège d'Europe de Bruges, à l'université Panthéon-Sorbonne et à l'Institut universitaire européen de Florence. 
Elle séjourne pendant de longues années aux États-Unis à New York puis à Houston. De 2009 à 2014, elle poursuit ses recherches en Californie en tant que national fellow associée à la Hoover Institution, think tank de l'Université Stanford.

## Carrière

### Consultante
En France, Nicole Bacharan est consultante de plusieurs radios telles Europe 1 ou encore RTL sur la politique internationale, les questions concernant les États-Unis, et les relations transatlantiques.
Elle participe à l'émission C dans l'air sur France 5 depuis sa création en 2001, ainsi qu'à de nombreux programmes de télévision sur TF1, LCI, CNews, France 2, France 3, France 5, France Ô, TV5 Monde, M6, Arte, Histoire, Bloomberg ou encore LCP[source insuffisante].
Elle publie des chroniques dans Ouest-France, Le Figaro, Le Monde, La Croix, et des articles dans la presse nationale et étrangère : L'Express, Le Point, le Monde, Libération, Le Parisien, L’Histoire....

## Opinions
Dans ses tribunes politiques, Nicole Bacharan a critiqué l'irréalisme des néo-conservateurs américains qui prétendaient remodeler le Moyen-Orient, Elle a dénoncé les conditions de détention en Irak et accusé l’administration Bush de s’être mise hors la loi en installant le camp de Guantánamo. Elle s’en est prise également aux ultra-conservateurs des Tea-parties et aux fondamentalistes religieux, les accusant « d’intolérance morale ».
Elle pense que si l'Amérique est une démocratie imparfaite, de même que la France, répète-t-elle, elle ne doit pas pour autant être considérée comme une ennemie mais comme une alliée,. En mars 2011, elle a également signé un appel pour une intervention en Libye sous mandat de l’ONU.
Selon David Desgouilles, elle fait partie des experts qui présentaient comme impossible la victoire de Donald Trump,.  En 2015, la politologue ne croit pas que Donald Trump « gagnera l’investiture ». Selon elle, « le parti républicain, à la merci des radicaux, est ainsi devenu un parti qui fait peur à beaucoup d’Américains, qui se révèle capable de gagner des élections locales et régionales, mais qui est voué à l’échec dans les élections nationales. » En octobre 2016, elle estime encore que Donald Trump « peut difficilement » inverser la tendance.

## Ouvrages
Dans son livre coécrit avec le philosophe André Glucksmann, l’islamologue Abdelwahab Meddeb et l’ex-président tchèque Václav Havel, Nicole Bacharan affirme que les valeurs de liberté proclamées par les révolutions américaines et françaises sont universelles, et qu’elles sont communes à celles exprimées par les peuples des pays de l’Est et maintenant du monde arabe[réf. nécessaire]. 
Dans son livre Le Monde selon Trump, paru en 2019, où elle analyse les déclarations, discours, entretiens et tweets de Donald Trump, Nicole Bacharan affirme que le président élu s'inscrit dans « un courant présent depuis les origines des États-Unis, l'Amérique des cowboys, qui plonge ses racines dans la brutalité de la conquête, une main sur la Bible, l'autre sur le fusil ». En septembre 2020, dans ses interventions radio et télévisées et dans une tribune publiée par le journal Le Monde, elle se dit inquiète de l'utilisation des institutions faites par le président Trump, estimant qu'il agit davantage pour ses intérêts personnels et ceux de sa famille que pour l'ensemble du peuple américain.  

## Publications

### Sur les États-Unis et les relations internationales
- Histoire des Noirs américains au XXe siècle, Complexe, 1994
- Le piège : quand la démocratie perd la tête, Seuil, 1998
- Good Morning America, Seuil, 2001
- Faut-il avoir peur de l’Amérique ? Seuil, octobre 2005
- Américains, Arabes : l’affrontement (avec Antoine Sfeir), Seuil, septembre 2006
- Pourquoi nous avons besoin des Américains, Seuil, mars 2007
- Le Petit livre des élections américaines, Éd. du Panama, 2008
- Les Noirs américains, Éd. du Panama, 2008
- Les Noirs américains : des champs de coton à la Maison blanche, Éd. Perrin, 2010
- 11 septembre : le jour du chaos, avec Dominique Simonnet, Éd. Perrin, 2011
- Le Guide des élections américaines, avec Dominique Simonnet, Ed. Perrin, 2012
- Les secrets de la Maison Blanche, avec Dominique Simonnet, Éd. Perrin, 2014 et Pocket, 2016
- Du sexe en Amérique : une autre histoire des États-Unis, Robert Laffont, 2016 (lire en ligne)
- Le Monde selon Trump, Taillandier, 2019
- First Ladies, A la conquête de la Maison blanche avec Dominique Simonnet, Ed Perrin 2018, et Tempus, 2020.
- 11 septembre : Le jour du chaos avec Dominique Simonnet (nouvelle édition), Perrin, 2021, 386 p.  (ISBN 978-2-262-09702-8)
- Les grands jours qui ont changé l'Amérique avec Dominique Simonnet, Perrin, 2021, 500 p.  (ISBN 978-2-262-07266-7)

#### Histoire générale
- La Plus Belle Histoire de la liberté, avec André Glucksmann, Abdelwahab Meddeb, postface de Václav Havel, 2009
- La Plus Belle Histoire des femmes, avec Françoise Héritier, Michelle Perrot, Sylviane Agacinski, 2011
- La plus résistante de toutes, Stock, 2023

#### Romans pour la jeunesse, avecDominique Simonnet
- Le Livre de Némo, Seuil, 1998
- Némo en Amérique, Seuil, 2001
- Némo en Égypte, Seuil, 2002
- Némo dans les étoiles, Seuil, 2004

Elle a également écrit, avec Dominique Simonnet :
- L’amour expliqué à nos enfants, Seuil, 2000

#### Documentaires
- Mr. Vice President (1996)
- De George Washington à CNN (1996)
- Clinton-Obama : les secrets d'une rivalité avec Dominique Simonnet, France Télévision / Chrysalide, 2016